# 26 de noviembre
El 26 de noviembre es el 330.º (tricentésimo trigésimo) día del año en el calendario gregoriano y el 331.º en los años bisiestos. Quedan 35 días para finalizar el año.

## Acontecimientos
- 783: en España, Adosinda (reina de Asturias) es internada en un monasterio para evitar que su sobrino Alfonso retomara el trono de Asturias arrebatándoselo a Mauregato.
- 1033: en Ramla y Nablús (Palestina), un terremoto deja un saldo de 70 000 muertos. También podría haber sucedido durante el año siguiente.
- 1560: en el Virreinato del Perú comienza la feria y romería en honor de Nuestra Señora de Guadalupe.
- 1585: llegan a la villa de Santiago del Estero (en esa época en las Misiones del Paraguay, y actualmente en el centro de Argentina) los dos primeros miembros de la Compañía de Jesús.
- 1601: en la región de Zelanda (Países Bajos), una inundación hace desaparecer para siempre la aldea de Vremdijke (también Vroondijk, Vremdic, Frondic o Vrandic).
- 1656: Llegada de la Inmaculada Concepción de Alhendín, a su pueblo, en un solemne traslado desde Granada.
- 1802: arriba a Guatemala el primer grupo de garífunas afrocaribeños, encabezados por Marco Sánchez.
- 1812: las tropas de Napoleón, en su retirada de la invasión de Rusia, son alcanzadas y masacradas por los ejércitos rusos durante el cruce del río Berezina.
- 1820: en la ciudad de Trujillo (Venezuela), el gobierno de la República de Gran Colombia y el reino de España firman el Tratado de Regularización de la Guerra, el cual pone fin a la "Guerra a Muerte" entre patriotas y realistas. Este tratado es el precursor del Derecho Internacional Humanitario en Occidente. Su principal redactor es el venezolano Antonio José de Sucre.
- 1838: en Madrid se promulga la Ley de Instrucción Primaria.
- 1844: en España, el general Ramón María Narváez es designado por primera vez presidente del Consejo de Ministros.
- 1852: Un terremoto de magnitud entre 7.5 y 8.8 y un tsunami en el mar de Banda (Indonesia) dejan 60 muertos.
- 1861: Colombia adopta su actual bandera.
- 1865: Charles Lutwidge Dodgson, bajo el más conocido pseudónimo de Lewis Carroll publicó Alicia en el País de las Maravillas.
- 1865: en Chile se libra el Combate Naval de Papudo, en la guerra hispano-sudamericana. La corbeta Esmeralda (de Chile, al mando del capitán Juan Williams Rebolledo) derrota y captura a la goleta Virgen de la Covadonga (de España).
- 1871: en La Habana, Federico Capdevilla pronuncia su célebre defensa de los ocho estudiantes de medicina, que sin embargo al día siguiente serán fusilados por el Gobierno español.
- 1897: en Madrid (España), el rey Alfonso XIII les ofrece la autonomía a sus colonias de Cuba y de Puerto Rico.
- 1905: en Rusia se realiza una huelga ferroviaria de carácter revolucionario.
- 1916: en el marco de la Primera Guerra Mundial, el Gobierno griego de Eleftherios Venizelos declara la guerra a Alemania.
- 1917: The Manchester Guardian publica el secreto Acuerdo Sykes-Picot entre el Reino Unido y Francia.
- 1925: en Costa Rica se funda el Club Sport México, actualmente desaparecido.
- 1939: la aldea soviética de Mainila (40 km al NO de Leningrado, y 120 km al SE de la frontera con Finlandia) es bombardeada por la artillería soviética (Incidente de Mainila). La Unión Soviética acusa de ello al ejército finlandés, lo que sirvió de pretexto para iniciar la Guerra de Invierno.
- 1940: en la cárcel de Jilava ― una aldea a 10 km al sur de Bucarest (Rumanía)― miembros de la antisemita Guardia de Hierro, en venganza por el anterior asesinato de sus dirigentes en 1938, asesinan a 64 presos. (Matanza de Jilava).
- 1942: en Estados Unidos se estrena la película dramática de romance Casablanca, protagonizada por Humphrey Bogart e Ingrid Bergman. Será nominada a ocho premios Óscar y ganará los de mejor película, mejor director y mejor guion adaptado.
- 1942: 532 judíos noruegos son deportados de Noruega en el SS Donau desde el puerto de Oslo.
- 1944: en Buenos Aires (Argentina), el club de fútbol Boca le gana Racing Club por 3-0 como local y se consagra campeón de la Primera División (Argentina) por sexta vez y es bicampeón por segunda ocasión.
- 1948: en la ciudad de Dublín (Irlanda), el Parlamento aprueba la total independencia y la separación del Reino Unido.
- 1950: en Uruguay se celebran elecciones generales. Vence la fórmula Andrés Martínez Trueba-Alfeo Brum.
- 1951: en Paraguay, el gobierno pone fin al estado de guerra con Alemania Occidental, y se restablecen las relaciones diplomáticas, comerciales y financieras.
- 1951: en Argentina es inaugurada la República de los Niños, un parque temático con edificios públicos a pequeña escala.
- 1954: en Tokio, el boxeador Pascual Pérez se consagra como el primer argentino campeón del mundo al vencer a Yoshio Shirai por puntos, en decisión unánime en un combate pautado a 15 asaltos.
- 1961: en Limones Cantero (finca Palmarito, barrio Río de Ay, municipio de Trinidad), en la provincia de Las Villas, la banda de Julio Emilio Carretero Escajadillo, Pedro González Sánchez y Braulio Amador Quesada ―en el marco de los ataques terroristas organizados por la CIA estadounidense― secuestran y asesinan al brigadista alfabetizador Manuel Ascunce Domenech (16), junto a su alumno, el campesino Pedro Lantigua Ortega (43).[1]
- 1965: desde las instalaciones de Hammaguira (en el desierto del Sáhara), Francia lanza un cohete Diamant-A con el satélite Astérix-1 (o A-1) a bordo, convirtiéndose en el primer país, tras las dos superpotencias, en poner un satélite en órbita.
- 1965: en Ecuador, la Junta Militar que regía el país procede a declarar el 26 de noviembre de cada año como Día del Himno Nacional del Ecuador. El decreto se expidió el 24 de noviembre.
- 1967: Se transmite por primera vez el programa infantil En Familia Con Chabelo (conocido en ese entonces como En Familia con EN) a través de XEW TV, teniendo a Xavier López "Chabelo" como titular y productor y a la Editorial Novaro como patrocinio del programa.
- 1970: en la bahía Grand Cul-de-Sac, en la isla St. Barts (San Bartolomé, Guadalupe) se registra el récord de caída máxima de lluvia en un solo minuto: 38 mm.
- 1971: Yes (banda) lanza al mercado el álbum Fragile.
- 1981: en Nueva Delhi, durante la asamblea de la Federación para los Juegos Asiáticos, se decide la creación del Consejo Olímpico de Asia.
- 1985: La NASA pone en órbita el satélite mexicano Morelos II.
- 1989: en Uruguay se celebran elecciones generales; resulta elegido presidente Luis Alberto Lacalle, y en Montevideo es electo intendente Tabaré Vázquez. Simultáneamente se realiza un plebiscito de reforma jubilatoria, que resulta ampliamente aprobado por la ciudadanía.
- 1989: en Honduras se realizan las elecciones generales; resulta elegido presidente Rafael Leonardo Callejas, presidente de ese país para el período 1990-1994.
- 1991: Michael Jackson lanza al mercado el álbum Dangerous.
- 1991: El cantante puertorriqueño Ricky Martin, lanza al mercado su álbum debut homónimo de estudio como solista titulado Ricky Martin (1991), producido por el español Mariano Pérez Bautista.
- 1997: en España se crea el Consejo Económico y Social de Andalucía.
- 2002: Gustavo Cerati lanza al mercado el álbum Siempre es Hoy.
- 2002: System of a Down lanza al mercado el álbum Steal This Album!.
- 2003: el avión Concorde realiza el último de sus vuelos.
- 2004: en Papúa (Indonesia) sucede un sismo de 6,4 en la escala Richter, que deja 17 muertos y 125 heridos.
- 2004: La prima de riesgo de España (calculada frente a la de Alemania) obtiene su registro mínimo histórico (-6).
- 2005: Bielorrusia gana el Festival de Eurovisión Infantil.
- 2006: en Ecuador, Rafael Correa es electo presidente.
- 2008: en diferentes hoteles de lujo de la ciudad india de Bombay, en su mayoría centros judíos, se suceden una serie de atentados con bombas, con un balance cercano a los 200 muertos, entre ellos el rabino Gavriel Holtzberg.
- 2009: doce periódicos catalanes publican de manera conjunta el editorial La dignidad de Cataluña defendiendo el Estatuto de autonomía de Cataluña de 2006, en proceso de revisión por el Tribunal Constitucional de España.
- 2011: la NASA lanza el todoterreno Curiosity, rumbo a Marte.[2]
- 2014: Huracán de Parque Patricios es campeón de la Copa Argentina tras vencer por penales 5-4 a Rosario Central.
- 2017: erupción del volcán Agung en Bali, Indonesia, provocando la evacuación de miles de personas.[3]
- 2017: en Las Vegas, Nevada, Estados Unidos de América, termina el sexagésimo sexto certamen Miss Universo, coronándose ganadora la sudafricana Demi-Leigh Nel-Peters.
- 2018: aterriza en Marte la misión InSight de la NASA, con el objetivo de investigar el subsuelo marciano.
- 2019: un terremoto de 6,4 grados, sacude a Albania dejando decenas de heridos y muertos.
- 2019: En Guadalajara, México en el estacionamiento de la sucursal de Home Depot de López Mateos y Camino Al ITESO un hombre de nombre Daniel Gutiérrez Rodríguez conocido en las redes sociales como #LordCafé protagoniza un altercado luego de un percace vial una cuadra antes, el hombre resulta ser empleado de una cadena de restaurantes tras viralizarse el video.[4][5][6]
- 2020: acontecimientos en torno al fallecimiento de Diego Armando Maradona:
  - Segundo día de luto en Argentina por Maradona.
  - La madrugada de este día fue denominada: “La Noche que la Argentina no durmió por Maradona”. Durante la madrugada, todos los medios del país sudamericano realizaron una transmisión inédita.
  - En medio de la Pandemia de COVID-19, más de un millón de argentinos se movilizaron hasta la Casa Rosada (casa de gobierno) para despedir a Diego Armando Maradona en un funeral sin precedentes.[7]
  - En todo el mundo, cientos de fanáticos de Maradona se dirigieron hasta las embajadas de la República Argentina.
  - Luego de la ceremonia fúnebre en Casa de Gobierno, trasladaron a Diego Armando Maradona a un cementerio de Bella Vista junto a Doña Tota y Don Diego (sus padres) para que descanse en paz.[8][9]
  - El Napoli, en honor a Diego Maradona, hicieron el minuto de silencio con la remera 10 de Maradona, en el encuentro por Europa League contra Rijeka de Croacia. Como una cuestión del destino, el primer gol del Napoli en su estadio rebautizado como Estadio Diego Maradona fue hecho en contra por un napolitano que juega en el Rijeka, cuyo nombre es Armando Anastasio; dicho nombre del jugador fue en honor a Diego Armando Maradona.[10][11]
  - El DT brasileño Renato Gaucho realizó un homenaje que dio vuelta al mundo: en el partido de Copa Libertadores entre Grêmio y Guaraní, vistió la casaca de la Selección Argentina con el 10 de Maradona. No obstante, tampoco se la quitó en la entrevista de prensa.[12]

## Nacimientos
- 1288: Go-Daigo, emperador japonés (f. 1339).
- 1604: Johannes Bach, compositor alemán (f. 1673).
- 1607: John Harvard, sacerdote británico (f. 1638).
- 1678: Jean-Jacques Dortous de Mairan, matemático, astrónomo y geofísico francés (f. 1771).
- 1731: William Cowper, poeta británico (f. 1800).
- 1786: José María Queipo de Llano, político e historiador español, presidente entre 1835 y 1836 (f. 1843).
- 1799: Mariano José de Escalada, obispo argentino (f. 1870).
- 1820: Ezequiel Montes Ledesma, político mexicano (f. 1883).
- 1822: Eduardo Benot, político, escritor y matemático español (f. 1907).
- 1826: Juan Pablo Rojas Paul, político y presidente venezolano (f. 1905).
- 1827: Salvador Amargós, impresor español (f. 1878).
- 1827: Ellen G. White, escritora estadounidense (f. 1915).
- 1837: Tigran Chujacheán, compositor armenio (f. 1898).
- 1853: Bat Masterson, periodista estadounidense (f. 1921).
- 1857: Ferdinand de Saussure, lingüista y filósofo suizo (f. 1913).
- 1858: Eudald Canivell i Masbernat, dibujante y anarquista español (f. 1928).
- 1862: Marc Aurel Stein, arqueólogo húngaro-británico (f. 1943).
- 1864: Auguste Charlois, astrónomo francés (f. 1910).
- 1871: Luigi Sturzo, sacerdote y político italiano (f. 1959).
- 1876: Willis Haviland Carrier, ingeniero estadounidense, inventor del aire acondicionado (f. 1950).
- 1878: Marshall Taylor, ciclista estadounidense (f. 1932).
- 1888: Francisco Canaro, compositor, violinista y director de orquesta uruguayo (f. 1964).
- 1892: Kai Nielsen, escultor danés (f. 1924).
- 1892: Joe Guyon, jugador estadounidense de fútbol americano (f. 1971).
- 1894: Norbert Wiener, matemático estadounidense (f. 1964).
- 1895: William Griffith, "Bill Wilson", activista estadounidense (f. 1971).
- 1897: Luis Batlle Berres, político y presidente uruguayo (f. 1964).
- 1897: Manuel A. Odría, presidente peruano (f. 1974).
- 1898: Karl Ziegler, químico alemán, premio nobel de química en 1963 (f. 1973).
- 1898: Héctor Scarone, futbolista uruguayo (f. 1967).
- 1899: Miguel Román Garrido, militar español (f. 1960).
- 1902: Maurice Mac McDonald, empresario estadounidense (f. 1971).
- 1902: Carolina Álvarez Prado, pintora argentina (f. 1986).
- 1903: Sebastián Piana, músico argentino de tango (f. 1994).
- 1905: Bob Johnson, beisbolista estadounidense (f. 1982).
- 1905: Emlyn Williams, actor y dramaturgo británico (f. 1987).
- 1906: Rodrigo Uría González, abogado español (f. 2001).
- 1907: Ruth Patrick, botánica estadounidense (f. 2013).
- 1908: Charles Forte, empresario y magnate británico (f. 2007).
- 1908: Lefty Gomez, beisbolista estadounidense (f. 1989).
- 1909: Frances Dee, actriz estadounidense (f. 2004).
- 1909: Eugène Ionesco, dramaturgo rumano-francés (f. 1994).
- 1911: Samuel Reshevsky, ajedrecista estadounidense de origen polaco (f. 1992).
- 1911: Robert Marchand, ciclista y gimnasta francés (f. 2021).
- 1913: José Antonio Coderch, arquitecto español (f. 1984).
- 1915: Earl Wild, pianista estadounidense (f. 2010).
- 1918: Patricio Aylwin, político chileno, presidente de Chile entre 1990 y 1994 (f. 2016).
- 1919: Ryszard Kaczorowski, político y estadista polaco (f. 2010).
- 1919: Frederik Pohl, escritor de ciencia ficción estadounidense (f. 2013).
- 1921: Françoise Gilot, pintora, crítica de arte y escritora francesa (n. 2023).
- 1922: José María López de Letona, político e ingeniero español.
- 1922: Charles M. Schulz, dibujante de cómics estadounidense (f. 2000).
- 1925: Gregorio Álvarez, general y dictador uruguayo (f. 2016).
- 1931: Adolfo Pérez Esquivel, arquitecto, artista y pacifista argentino, premio nobel de la paz en 1980.
- 1932: Diozel Pérez, periodista chileno (f. 2012).
- 1933: Robert Goulet, cantante y actor estadounidense (f. 2007).
- 1936: Chachita (Evita Muñoz), actriz mexicana (f. 2016).
- 1939: Abdullah Ahmad Badawi, político malayo.
- 1939: Mark Margolis, actor estadounidense (f. 2023)
- 1939: Tina Turner, cantante, actriz, coreógrafa y compositora estadounidense (f. 2023).
- 1941: Thomas Defler, primatólogo estadounidense.
- 1943: Juan Giménez López, historietista argentino (f. 2020).
- 1944: Roberto Fontanarrosa, escritor, historietista y humorista argentino (f. 2007).
- 1944: Jean Terrell, cantante estadounidense, de la banda The Supremes.
- 1945: Daniel Davis, actor estadounidense.
- 1945: John McVie, músico británico de la banda Fleetwood Mac.
- 1946: Itamar Singer, escritor e historiador rumano-israelí (f. 2012).
- 1948: Shlomo Artzi, cantante israelí.
- 1948: Elizabeth Blackburn, bioquímica australiana, premio nobel de medicina en 2009.
- 1948: Krešimir Ćosić, baloncestista croata.
- 1948: Gianfranco Manfredi, cantautor, actor, escritor, guionista cinematográfico y de cómic italiano (f. 2025).
- 1949: Juan Acevedo Fernández de Paredes, historietista peruano.
- 1951: Ilona Staller, actriz y política italiana.
- 1952: Paco Flores, entrenador de fútbol español.
- 1955: Sergio Andrade, cantante, compositor, director de cine, productor musical y escritor mexicano.
- 1956: Dale Jarrett, piloto estadounidense de Fórmula 1.
- 1959: Aizpea Goenaga, actriz y cineasta española.
- 1961: Lisa Moretti, luchadora profesional estadounidense.
- 1963: Lydia Bosch, actriz española.
- 1964: Vreni Schneider, esquiador suizo.
- 1965: Javier Malosetti, músico argentino.
- 1966: Garcelle Beauvais, actriz haitiana.
- 1968: Eugenia Martínez de Irujo, aristócrata española.
- 1969: Shawn Kemp, baloncestista estadounidense.
- 1972: Emilio Buale, actor ecuatoguineano.
- 1972: James Dashner, autor de la saga The Maze Runner.
- 1972: Arjun Rampal, actor indio.
- 1972: Serguéi Aksiónov, político ruso.
- 1973: Peter Facinelli, actor estadounidense.
- 1974: Omar Chaparro, actor y cantante mexicano.
- 1974: José Miguel Viñuela, animador de televisión chileno.
- 1975: DJ Khaled, productor discográfico estadounidense.
- 1976: Diana Marcela Bustamante Arango, abogada colombiana, defensora del pueblo.
- 1976: Maven Huffman, luchador profesional estadounidense.
- 1977: Ivan Basso, ciclista italiano.
- 1978: Matthew Taylor, bajista estadounidense, de la banda Motion City Soundtrack.
- 1979: Tommy Black, futbolista escocés.
- 1979: Deborah Secco, actriz brasileña.
- 1979: Tetsuya Oishi, futbolista japonés.
- 1979: Yohei Takayama, futbolista japonés.
- 1981: Natasha Bedingfield, cantante británica.
- 1982: Justin York, guitarrista estadounidense.
- 1983: Banaken Bassoken, futbolista camerunés (f. 2023).
- 1984: Silvana Altahona, presentadora y modelo colombiana.
- 1984: Antonio Puerta, futbolista español (f. 2007).
- 1986: Trevor Morgan, actor estadounidense.
- 1987: Kat DeLuna, cantante estadounidense.
- 1988: Leonardo Pavoletti, futbolista italiano.
- 1988: Hafþór Júlíus Björnsson, atleta de fuerza y actor islandés.
- 1990: Rita Ora, cantante británica de origen kosovar.
- 1990: Danny Welbeck, futbolista británico.
- 1991: Manolo Gabbiadini, futbolista italiano.
- 1992: Anuel AA, rapero y compositor puertorriqueño.
- 1992: Emanuele Suagher, futboiista italiano.
- 1993: Benito Cerati, cantante y músico chileno-argentino, hijo de Gustavo Cerati.
- 1995: James Guy, nadador británico.
- 1995: Dembor Bengtson, futbolista hondureño.
- 1996: Marc Roca, futbolista español.
- 1996: Wesley Moraes, futbolista brasileño.
- 1996: Katherine Larios, futbolista salvadoreña.
- 1997: Robeilys Peinado, atleta venezolana.
- 1997: Aaron Wan-Bissaka, futbolista británico-inglés.
- 1997: Farouk Miya, futbolista ugandés.
- 1998: Luka Ivanušec, futbolista croata.
- 1998: Jón Dagur Þorsteinsson, futbolista islandés.
- 1998: Bilel Yagubi, yudoca argelino.
- 1998: Franco Martínez, futbolista uruguayo.
- 1999: Alex Þór Hauksson, futbolista islandés.
- 1999: Perr Schuurs, futbolista neerlandés.
- 1999: Raúl Parra, futbolista español.
- 1999: Jacob Shaffelburg, futbolista canadiense.
- 1999: Luna Thiel, atleta alemana.
- 1999: Jung Wooyoung, cantante y bailarín surcoreano, miembro del grupo Ateez.

## Fallecimientos
- 399: Siricio, papa de la Iglesia católica entre 384 y 399 (n. 334).
- 1504: Isabel La Católica, reina castellana (n. 1451).
- 1627: Juan de Mesa, escultor barroco cordobés (n. 1583).
- 1668: Philippe Quinault, poeta francés (n. 1635).
- 1696: Gregório de Matos Guerra, poeta brasileño (n. 1636).
- 1851: Nicolas Jean de Dieu Soult, militar y político francés (n. 1769).
- 1855: Adam Mickiewicz, poeta y patriota polaco (n. 1798).
- 1857: Joseph von Eichendorff, poeta alemán (n. 1788).
- 1883: Sojourner Truth, activista afroamericana (n. 1797).
- 1896: Benjamin Apthorp Gould, astrónomo estadounidense (n. 1824).
- 1909: Luis A. Martínez, escritor y político ecuatoriano (n. 1869).
- 1911: Paul Lafargue, médico y político francés de origen cubano (n. 1842).
- 1919: Felipe Ángeles, general mexicano (n. 1868).
- 1926: John Moses Browning, inventor estadounidense (n. 1855).
- 1936: Aurelio Cabrera Gallardo, escultor, profesor, ilustrador y arqueólogo español (n. 1870).
- 1936: Max Schreck, actor alemán (n. 1879).
- 1937: Alejandro Vega Matus, compositor nicaragüense (n. 1875).
- 1942: Nadezhda Volkova, partisana soviética y Heroína de la Unión Soviética (n. 1920).
- 1948: Hans Möser, oficial alemán nazi de las SS (n. 1906).
- 1954: Juan Gualberto Guevara, obispo peruano (n. 1882).
- 1956: Tommy Dorsey, trombonista estadounidense de jazz y director de big band (n. 1905).
- 1959: Albert William Ketèlbey, compositor, director y pianista británico (n. 1875).
- 1960: Gilberto Alzate Avendaño, abogado, periodista y político colombiano (n. 1910).
- 1963: Amelita Galli-Curci, soprano ítalo-estadounidense (n. 1882).
- 1964: Julio Sosa (el Varón del Tango), cantante uruguayo (n. 1926).
- 1968: Arnold Zweig, escritor alemán (n. 1887).
- 1969: La Niña de los Peines, cantaora flamenca española (n. 1890).
- 1971: Santiago Alberione, Sacerdote Italiano (n. 1884).
- 1979: Conny Méndez, escritora, compositora, cantante venezolana, fundadora del Movimiento de Metafísica Cristiana (n. 1898)
- 1980: Rachel Roberts, actriz británica (n. 1927).
- 1981: Max Euwe, ajedrecista neerlandés (n. 1901).
- 1981: Regino Sainz de la Maza, guitarrista español (n. 1896).
- 1985: Pablo Serrano, escultor español (n. 1908).
- 1985: Vivien Thomas, técnico quirúrgico afroestadounidense (n. 1910).
- 1986: Sergio De Cecco, periodista, actor, dramaturgo y guionista argentino (n. 1931).
- 1991: Lawrence Ray Heckard, botánico y genetista estadounidense (n. 1923).
- 1992: Ramón Calsina Baró, pintor y dibujante español (n. 1901).
- 1992: Felipe Calvo y Calvo, científico español (n. 1919).
- 1992: Néstor Perlongher, poeta y escritor argentino (n. 1949).
- 1994: Arturo Rivera y Damas, obispo salvadoreño (n. 1923).
- 2002: Polo Montañez, cantautor cubano; accidente de tránsito (n. 1955).
- 2003: Soulja Slim, rapero estadounidense (n. 1977).
- 2005: Mark Craney, baterista estadounidense, de la banda Jethro Tull (n. 1952).
- 2006: Isaac Gálvez, ciclista español (n. 1975).
- 2006: Raúl Velasco, conductor de televisión mexicano (n. 1933).
- 2007: Manuel Badenes, futbolista español (n. 1928).
- 2008: Edna Parker, mujer estadounidense, considerada la persona más longeva del mundo desde el 13 de agosto de 2007 hasta su muerte (n. 1893).
- 2010: Francisco Fernández del Riego, escritor y político español (n. 1913).
- 2010: Merlina Licht, abogada y periodista argentina (n. 1968).
- 2011: Ron Lyle, boxeador estadounidense (n. 1941).
- 2011: Odumegwu Ojukwu, gobernador nigeriano (n. 1933).
- 2012: Joseph Edward Murray, médico estadounidense, premio nobel de medicina en 1990 (n. 1919).
- 2013: Arik Einstein, cantante, compositor y actor israelí (n. 1939).
- 2014: Ángel Tulio Zof, futbolista y entrenador argentino (n. 1928).
- 2017: Oscar Alem, músico, pianista, contrabajista y compositor argentino (n. 1941).

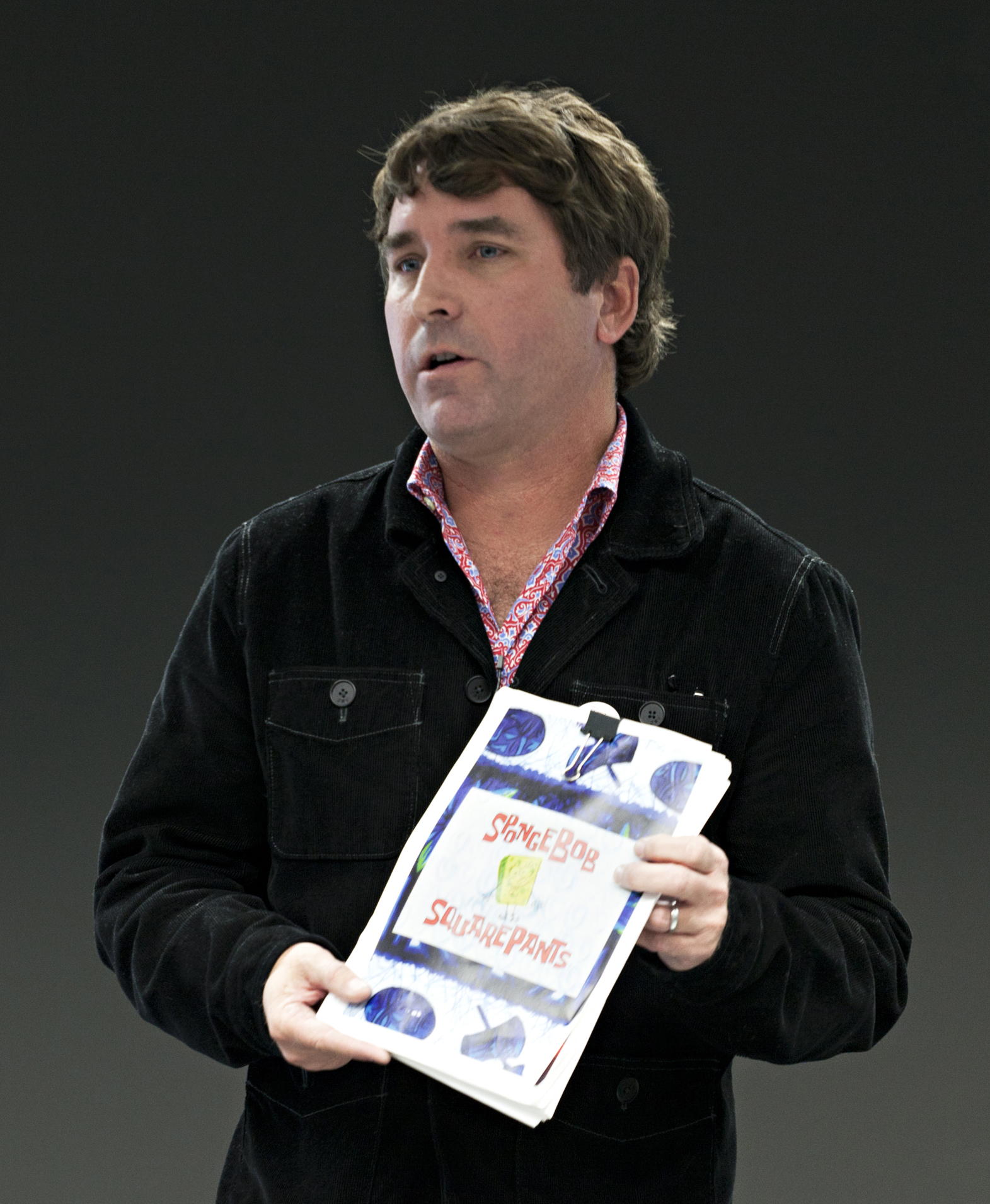
Stephen Hillenburg

- 2018: Bernardo Bertolucci, cineasta italiano (n. 1941).
- 2018: Stephen Hillenburg, animador, creador de Bob Esponja, productor y biólogo estadounidense (n. 1961).
- 2018: Tomás Maldonado, pintor argentino (n. 1922).
- 2019: Ken Kavanagh, piloto de motociclismo y automovilismo australiano (n. 1923).
- 2020: Sadiq al-Mahdi, político sudanés (n. 1935).
- 2020: Jamir García, cantante de metal filipino (n. 1978).
- 2021: Stephen Sondheim, compositor y letrista estadounidense (n. 1930).
- 2022: Vladímir Makéi, político bielorruso  (n. 1958).

## Celebraciones
- Día Mundial del Olivo.

- Día Mundial del Transporte Sostenible.

- Día Mundial contra el Uso Indiscriminado de Agroquímicos.

- Día Mundial del Acceso a la Educación Superior.

- Día Mundial de la Mielofibrosis.[13]

- Día Mundial de la Alfamanosidosis. Una jornada dedicada a sensibilizar a la población sobre esta enfermedad rara, apoyar a quienes la padecen y fomentar la investigación científica para mejorar su diagnóstico y tratamiento.

 Por países
(Por orden alfabético)
- Argentina: 
  - Día del Químico.[14]En honor a Enrique Herrero Ducloux, primer egresado del doctorado en Química de la Facultad de Ciencias Exactas, Físicas y Naturales de la Universidad de Buenos Aires.
  - Día Nacional del Humorista.[15]En conmemoración del natalicio del humorista gráfico, Roberto Fontanarrosa.
    -  Misiones: 
      -  Aniversario de la XII Brigada de Monte del Ejército Argentino.
Fundación: 26 de noviembre de 1979 (45 años).

- Cuba: 
  - Día del Economista y del Contador Cubano.[16]En conmemoración al día en que el Comandante Ernesto Guevara de la Serna, el Che, fue nombrado Presidente del Banco Nacional de Cuba en 1959.

- Ecuador: 
  - Día del Himno Nacional del Ecuador.

- Estados Unidos: 
  - Día de la Torta o Pastel.
(en inglés: National Cake Day).
  - Día de Apreciación y comprensión del campo de energía que rodea a los seres vivos. Dedicado a su impacto en el conocimiento, salud y bienestar físico, emocional y espiritual.
(en inglés: Aura Awareness Day).

- Georgia:
  -  Abjasia: Día de la Constitución.[17]

- Guatemala:
  - Día del pueblo Garífuna.

- República Dominicana:
  - Día Nacional del Merengue (género musical).[18]

### Santoral católico
- San Alipio el estilita.[19]
- San Amador de Autun.[19]
- San Amonio de Nitria.[19]
- San Básolo de Reims.[19]
- San Belino.[19]

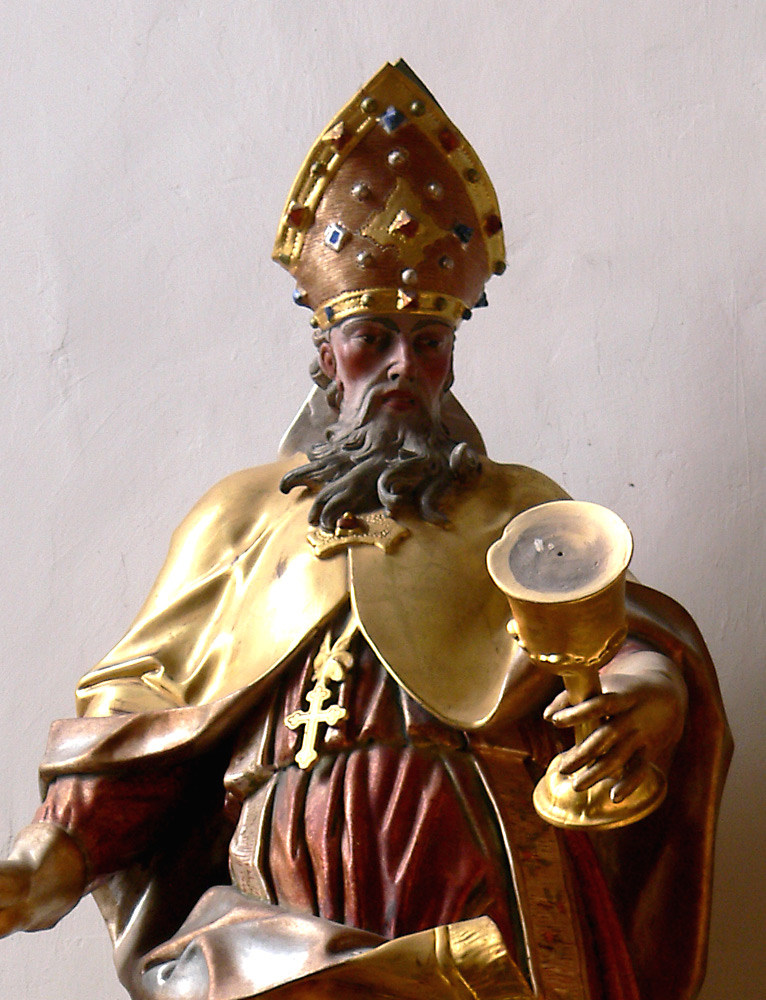
San Conrado de Constanza.

- San Conrado de Constanza.[19](imagen ilustrativa).
- San Didio.[19]
- Santo Domingo Nguyen Van Xuyên.[19]
- San Esiquio (obispo).[19]
- San Estyliano.[19]
- San Fausto (mártir).[19]
- Santo Humilde Pirozzo.[19]
- San Juan Berchmans.[19]
- San Leonardo de Porto Maurizio.[19]
- San Nicón.[19]
- San Pacomio (obispo).[19]
- San Silvestre Gozzolini.[19]
- San Siricio.[19]
- San Teodoro (obispo).[19]
- Santo Tomás Dinh Viét Du.[19]
- Beata Cayetana Sterni.[19]
- Beata Delfina de Sabran.[19]
- Beato Hugo Taylor.[19]
- Beato Jacobo Alberione.[19]
- Beato Marmaduco Bowes.[19]
- Beato Poncio de Faucigny.[19]

 Por países
(Por orden alfabético)
- Perú: 
  - Guadalupe (Pacasmayo): Feria y romería en honor a la Virgen de Guadalupe de Pascamayo.[20]